# Järrestad

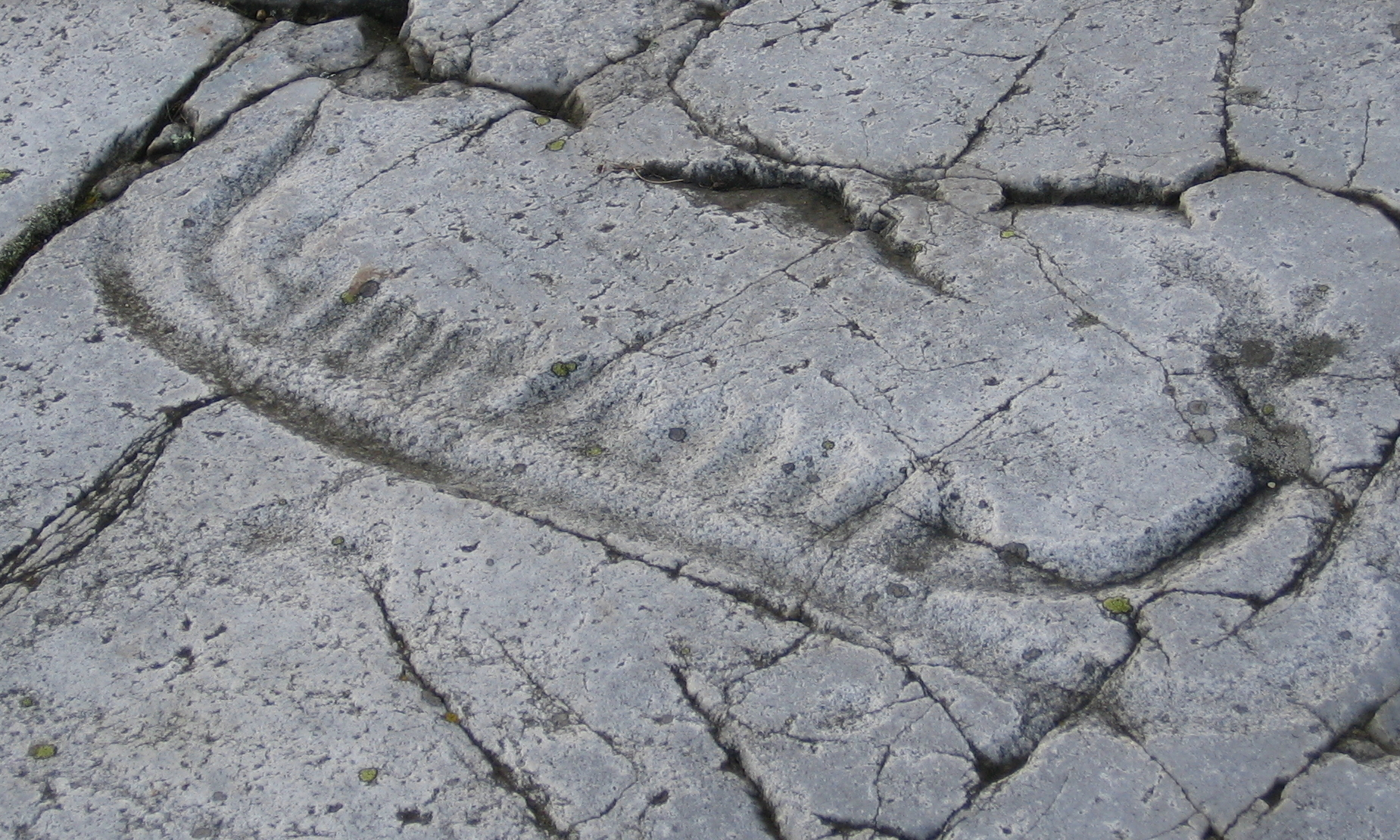
Hällristning av skepp.

Järrestad är en småort i Simrishamns kommun och kyrkbyn i Järrestads socken. Tommarpsån passerar byn. 
Området kring Järrestad är en platå uppbyggd av issjösediment och moränlera är den dominerande jordarten i området. 

## Historia
Den första skriftliga benämningen av orten är från 1322 då den benämndes Iarllestatha, vilket tros betyda Jarls bosättning.
Åren 2000–2001 genomfördes en arkeologisk utgrävning nära vägen till Simrishamn, varvid man fann en cirka 40 meter lång hallbyggnad från yngre järnålder jämte keramik, spår av metallhantering och vad som tolkas vara en inhägnad kultbyggnad.
Strax norr om byn ligger Järrestadhällen med hällristningar från bronsåldern. Den omfattar omkring 1 200 figurer, bland annat skepp, ryttare, ormar, skålgropar och en märklig gestalt kallad "Danserskan". 

### Industrihistoria
I Näckebodalen, strax söder om gamla Riksväg 12, byggdes en ättiksfabrik omkring år 1900. Tio år senare köptes anläggningen av den från Polen (Bromberg som då tillhörde Preussen) till Stockholm invandrade Albert Davidsohn som lade om produktionen till skoläster. Efter andra världskriget tog sonen Carl Albert över fabriken och utvecklade verksamheten till världens då mest betydelsefulla läst- och skomaskinsindustri, där man genom en ny metod att vulkanisera samman canvas och gummi kom att lägga grunden till världens sportskoindustri - en verksamhet som fortsatte till omkring 1980 varefter en mekanisk industri tog över lokalerna. När företaget var som störst hade man etablerat tillverkning i omkring 100 länder, inklusive ett storskaligt nigerianskt projekt som stoppades av Biafrakriget.

### Befolkningsutveckling
| Befolkningsutvecklingen i Järrestad 1950–2015 | Befolkningsutvecklingen i Järrestad 1950–2015 | Befolkningsutvecklingen i Järrestad 1950–2015 | Befolkningsutvecklingen i Järrestad 1950–2015 | Befolkningsutvecklingen i Järrestad 1950–2015 |
| --------------------------------------------- | --------------------------------------------- | --------------------------------------------- | --------------------------------------------- | --------------------------------------------- |
|                                               |                                               |                                               |                                               |                                               |
| År                                            |                                               |                                               | Folkmängd                                     | Areal (ha)                                    |
| 1950                                          | 1950                                          |                                               | 335                                           |                                               |
| 1960                                          | 1960                                          |                                               | 324                                           |                                               |
| 1965                                          | 1965                                          |                                               | 285                                           |                                               |
| 1970                                          | 1970                                          |                                               | 247                                           |                                               |
| 1975                                          | 1975                                          |                                               | 208                                           |                                               |
| 1990                                          | 1990                                          |                                               | 180                                           | 23#                                           |
| 1995                                          | 1995                                          |                                               | 176                                           | 33#                                           |
| 2000                                          | 2000                                          |                                               | 179                                           | 34#                                           |
| 2005                                          | 2005                                          |                                               | 170                                           | 34#                                           |
| 2010                                          | 2010                                          |                                               | 161                                           | 33#                                           |
| 2015                                          | 2015                                          |                                               | 166                                           | 40#                                           |
| Anm.: Upphörde som tätort 1980. # Som småort. |                                               |                                               |                                               |                                               |

## Samhället
Järrestads kyrka ligger här. 